# إدوارد هيكس (قسيس)
إدوارد هيكس (بالإنجليزية: Edward Hicks) (و. 1843 – 1919 م) هو قسيس بريطاني، ولد في أكسفورد، توفي في لنكولن، عن عمر يناهز 76 عاماً.

## مناصب
تولى منصب أسقف لينكولن ‏
.

## التعليم
تعلم في كلية براسينوز ‏
.